# Gdańsk Port Lotniczy
Gdańsk Port Lotniczy – przystanek Pomorskiej Kolei Metropolitalnej na wysokości ok. 150 m n.p.m. w Gdańsku, w dzielnicy Matarnia, na terenie portu lotniczego im. Lecha Wałęsy.

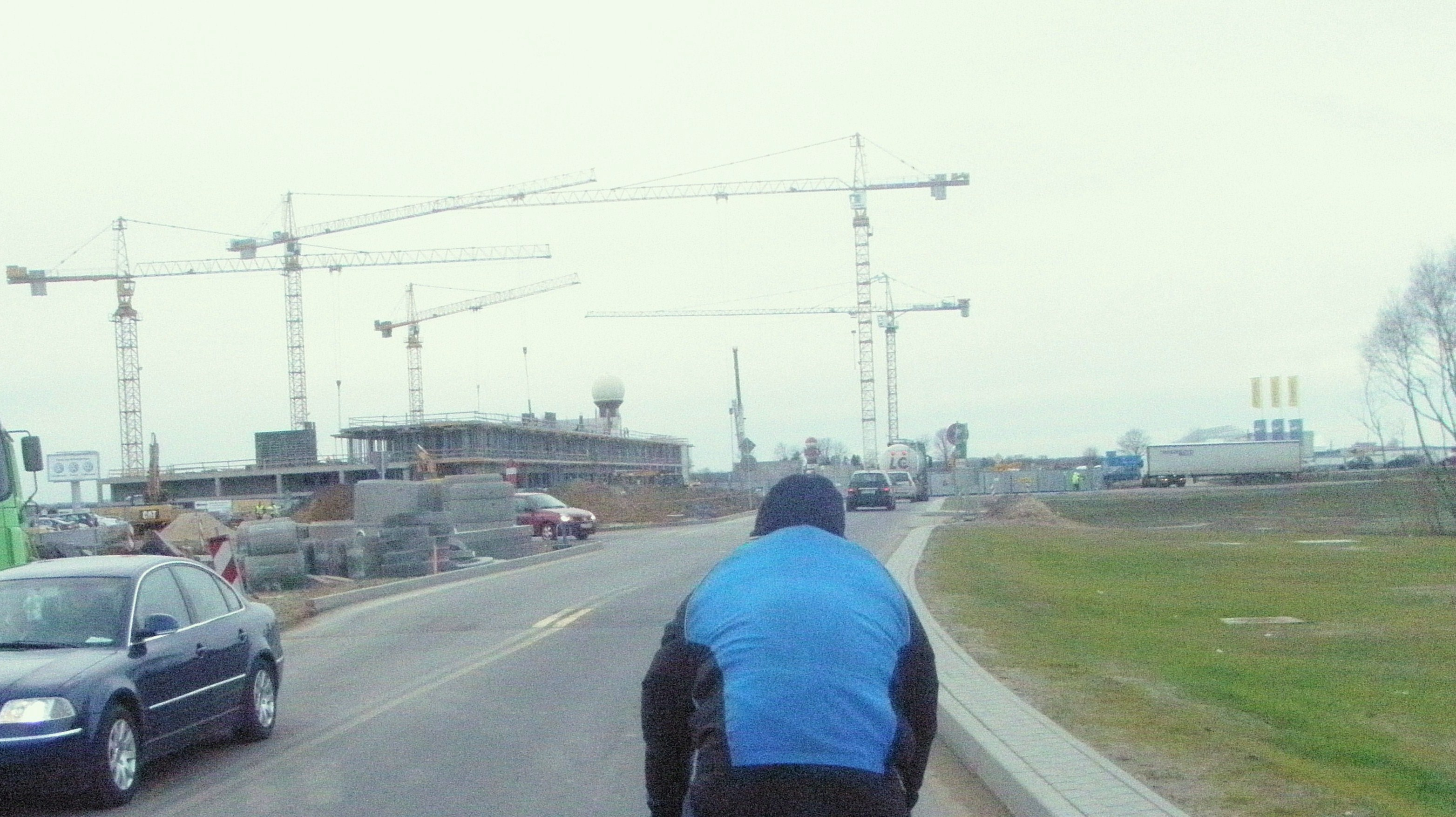
Teren przystanku i estakady przed rozpoczęciem budowy (2010 r.)

Jeden z najwyżej położonych przystanków kolejowych na terenie miasta. Umiejscowiony na estakadzie obok terminala nr 2 gdańskiego lotniska i posiadający kładkę nadziemną łączącą go bezpośrednio z terminalem lotniska. Cała estakada ma 900 metrów i pochłonęła sporą część budżetu budowy.
Nazwę „Port Lotniczy”, nie zaś „Lotnisko”, wprowadzono ze względu na to, że ta druga nazwa funkcjonowała do 1974 w stosunku do przystanku Gdańsk Zaspa, przy którym był poprzedni port lotniczy. Budowa terminala T2 została ukończona w 2012. Przystanek, jak i terminal powstały na niezabudowanych gruntach, wykorzystywanych wcześniej rolniczo.

## Ruch pasażerski
| Rok  | Wymiana pasażerska na dobę |
| ---- | -------------------------- |
| 2017 | 700-999                    |
| 2022 | 1 600                      |